# Manhattan Skyline (песня)
«Manhattan Skyline» (в переводе с англ. — «Силуэт Манхэттена») — третий сингл из альбома Scoundrel Days группы a-ha. Релиз состоялся 16 февраля 1987 года.
Би-сайдом к синглу является композиция из того же альбома «We're Looking for the Whales», записанная на концерте в Лондоне 19 января 1987 года.
Сингл «Manhattan Skyline» был написан совместно Магне Фурухольменом и Полом Воктором. В норвежском чарте он удостоился лишь четвёртого места, но занял третью строчку в ирландском.

## Композиции

### 7"
1. «Manhattan Skyline» (Single Edit)
2. «We're Looking for the Whales» (Live, faded out)

### 12"
1. «Manhattan Skyline» (Extended Remix)
2. «We're Looking for the Whales» (Live, full length)
3. «Manhattan Skyline» (Album Version)

## Позиции в чартах
| Чарт                  | ЛП |
| --------------------- | -- |
| Британский сингл-чарт | 13 |
| Германский сингл-чарт | 28 |
| Ирландский сингл-чарт | 3  |
| Норвежский сингл-чарт | 4  |